# Natuurontwikkelingsvisie

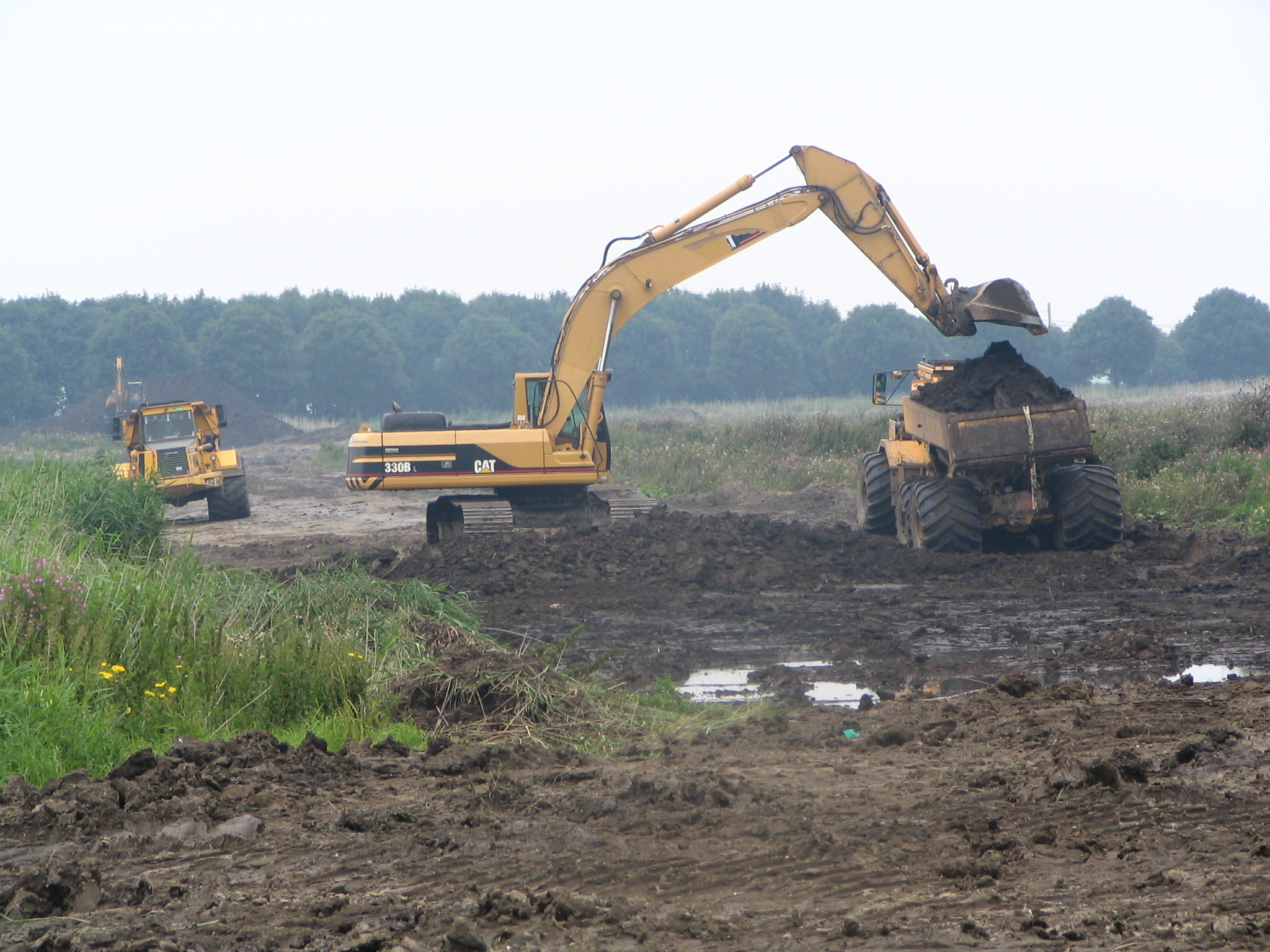
Inzet van graafmachines bij de aanleg van nieuwe natuur

De natuurontwikkelingsvisie of wildernisnatuurvisie is een natuurvisie waarin de zelfregulerende natuur centraal staat, onafhankelijk van menselijk handelen. Het is een van de drie visies die discussies in Nederland over de juiste vormgeving van natuur hebben gedomineerd sinds ongeveer 1975. De andere twee visies zijn de klassieke natuurvisie of arcadische natuurvisie en de functionele natuurvisie. Verwante termen van natuurontwikkeling zijn natuurherstel en rewilding.
Onder meer de voormalige Raad voor Ruimtelijk Milieu- en Natuuronderzoek (RMNO) heeft de visies uitgewerkt en laat zien wat de consequenties zijn van elke visie voor de inrichting en het beheer van agrarische cultuurlandschappen, de Waddenzee, de bossen en de grote wateren (rivieren en IJsselmeer) in Nederland.

## Essentie en inhoud van de visie
De natuurontwikkelingsvisie of wildernisnatuurvisie scheidt natuur van andere menselijke activiteiten. De natuur zonder de mens staat centraal. Het ideaal is dat de natuur in reservaten zich kan redden zonder enig menselijk ingrijpen. Zij is zelfregulerend. De natuur zoals die was voordat de mens in een bepaald gebied ten tonele verscheen, zou de referentie moeten zijn. Een dergelijke natuur, die geheel los staat van de mens, kan men oernatuur of wildernis noemen. Vandaar ook de aanduiding Wildernisnatuurvisie.
In Nederland zijn natuurgebieden met geen of geringe bemoeienis van mensen in de loop van de geschiedenis verdwenen. Dergelijke gebieden moeten dus opnieuw ontwikkeld worden, bijvoorbeeld in landbouwgebieden. Vandaar dat in Nederland de term natuurontwikkelingsvisie wordt gebruikt, oftewel men streeft naar een mensonafhankelijke wildernissituatie.
Een belangrijke wetenschap voor de onderbouwing van deze visie is de ecologie en dan met name het begrip ecosysteem. Belangrijk volgens deze visie is dat een ecosysteem volledig is, dat wil zeggen dat alle functies vervuld worden en basisstructuren en -processen aanwezig zijn. Mensen hoeven niet in te grijpen om het systeem draaiend te houden. In een ideaal ecosysteem zoals het climaxbos zijn alle functies aanwezig en zijn de energie- en stofverliezen minimaal. Natuurlijkheid van het gebied is volgens deze visie belangrijker dan diversiteit of het herbergen van zeldzame soorten. Er wordt niet ingegrepen in de successie. Deze successie mag gewoon haar gang gaan.

## Bos als voorbeeld
Volgens de natuurontwikkelingsvisie is het ideale bos een natuurbos. Dergelijke bossen dienen bij voorkeur te bestaan uit inheemse soorten. Exoten worden selectief bestreden; inheemse soorten vestigen zich na herintroductie, dan wel direct vanuit de omgeving op spontane wijze. Een natuurbos onderscheidt zich van het productiebos dat primair bedoeld is voor houtproductie en geen of weinig potenties bezit voor een hoge natuurwaarde en het multifunctionele bos dat voor houtproductie, recreatie en natuurbescherming functies vervult.
Al voor de Tweede Wereldoorlog hadden natuurbeschermers belangstelling voor een natuur- of oerbos. Een invloedrijke groep natuurbeschermers onder leiding van de bioloog Weevers wenste in de reservaten geen beheer, ook niet in de bossen. Deze opvattingen dolven het onderspit in de jaren na de oorlog tegen de klassieke natuurvisie, die erin slaagde natuurbescherming en soortenrijkdom te koppelen. Maar men kan nog verder teruggaan en de bosbouwer Van Schermbeek als belangrijke voorloper zien. Deze hield in 1898 een pleidooi voor een bosbeheer dat zich spiegelt aan het oerbos.
De natuurontwikkelingsvisie kreeg een belangrijke impuls met de oprichting van de Landelijke Werkgroep Kritisch Bosbeheer (LWKB), later omgezet in de Stichting Kritisch Bosbeheer (SKB), die streed voor het laten ontstaan van natuurbos in Nederland. De werkgroep vond dat dit type bos noodzakelijk was om zowel een beter ecologisch inzicht te verwerven inzake zelfregulerende natuur, als om een juist en waarachtig natuurbeschermingsbeleid te voeren. In de meeste Nederlandse bossen zou de, sinds de jaren zestig structureel verliesgevende houtproductie kunnen worden opgegeven ter wille van natuurbeheer. Omdat vele soorten die van belang zijn voor zelfregulatie ontbraken, was volgens de werkgroep herintroductie geboden.
In de huidige natuurontwikkelingsvisie nemen grote zoogdieren een belangrijke plaats in. Zij zijn verdwenen in de loop van de geschiedenis en dat is er de belangrijkste oorzaak van dat natuurgebieden niet 'compleet' zijn. Grote grazers, zoals wilde koeien en paarden, hertensoorten zoals de eland en het edelhert zorgen voor een gevarieerde structuur van de begroeiing. Het effect van deze dieren is dat niet heel het gebied bos wordt, maar dat er tevens natuurlijke graslanden ontstaan. Grote vleeseters als wolven en lynxen spelen een belangrijke rol bij de regulatie van de aantallen van deze grote grazers. Bij de ontwikkeling van oernatuur moeten deze dieren weer geïntroduceerd worden. Daarvoor is het noodzakelijk dat de natuurgebieden duizenden hectaren groot zijn.
Andere maatregelen om het zelfregulerende karakter van een natuurgebied te bevorderen zijn het aanbrengen van meer reliëf in het gebied en te zorgen voor meer abiotische dynamiek, bijvoorbeeld meer overstromingen. Het zelfregulerende karakter van de natuur staat op gespannen voet met jacht. Dit kan alleen bij wijze van hoge uitzondering geschieden om een natuurlijk evenwicht te herstellen. Ook de kadavers van grote dieren, bijvoorbeeld runderen, mogen niet afgevoerd worden, maar dienen te blijven liggen; de afbraak van grote kadavers behoort immers ook tot het natuurlijk proces. Gedecimeerde of hier te lande uitgestorven aaseters keren in de wildernisvisie weer terug. Dode dieren in de natuur zijn daarvoor voorwaarde.

## Ontwikkeling visie en relatie beleid
Bij de verdere ontwikkeling van de wildernis- of natuurontwikkelingsvisie speelden de Oostvaardersplassen een belangrijke rol. Frans Vera en Fred Baerselman zagen dat dit in de Flevopolder gelegen moerasgebied zich tot natuurgebied ontwikkelde zonder dat dit proces door mensen gestuurd werd. De plassen groeiden in dit gebied niet dicht omdat grazende grauwe ganzen ze open hielden. Hierdoor geïnspireerd introduceerden zij het idee dat in een natuurlijke situatie het bos niet het eindstadium is, maar dat er door toedoen van grote grazers ook bosweiden kunnen ontstaan. Dit is een belangrijke toevoeging geweest aan het concept van de natuurontwikkelingsvisie. Volgens de klassieke natuurbeschermingsvisie zou het uiteindelijke resultaat van de natuurlijke ontwikkeling monotoon bos zijn. Vera en Baerselman weerspraken dit: een zelfregulerend natuurgebied is wel degelijk gevarieerd door toedoen van de grote grazers.
In het verlengde van de ontwikkelingen in de Oostvaardersplassen zouden volgens aanhangers van deze visie langs het IJsselmeer allerlei overgangen ontwikkeld moeten worden in de vorm van binnen- en buitendijkse moerassen, lagunes en voorlanden. De successie in ondiepe gedeelten moest haar gang gaan, waardoor op den duur moerasbossen zouden kunnen ontstaan. Riet- en biezenlanden moeten niet gemaaid worden. De restanten van de oude Zuiderzee zullen zo op den duur verdwijnen. Het heeft volgens deze opvatting geen zin om zich in te zetten voor het behoud ervan.
Het Waddengebied wordt gezien als een natuurgebied dat goed aansluit bij deze natuurvisie. Er moet hier dan ook zo min mogelijk menselijk ingrijpen plaatsvinden. Kwelders en schorren mogen niet vastgelegd worden door middel van dammen. Ook de afbraak en afslag van deze gebieden horen bij het functioneren van een dergelijk gebied. Een gebied als Rottum wordt overgelaten aan natuurlijke processen en er mogen geen pogingen gedaan worden om het te behouden als het door een natuurlijk proces in een geul dreigt te verdwijnen.
Uiterwaarden van de grote rivieren kunnen een speerpunt vormen voor ontwikkelingen volgens deze natuurontwikkelingsvisie. In het plan Ooievaar is voorgesteld om binnendijken door te steken en de landbouw in zijn geheel uit dit gebied weg te halen en heckrunderen en konikpaarden uit te zetten. Het plan Levende Rivieren van het Wereld Natuur Fonds bouwde hierop voort en stelde voor om nevenstromen aan te leggen langs de rivieren. De baksteenindustrie kon deze geulen herstellen door het onderliggende reliëf van geulen en ruggen te volgen bij het afgraven van de kleilaag.
Om de gebieden die volgens de natuurontwikkelings- of wildernisvisie beheerd worden te vrijwaren van externe invloeden zijn bufferzones gewenst. In deze zones kunnen gebieden liggen die beheerd worden volgens de doelstelling behoud, die overeenkomt met de klassieke natuurvisie. Hierin kan dan wel geoogst en gejaagd worden. De wildernis-natuurgebieden zouden bovendien onderling verbonden moeten worden in een netwerk, een ecologische infrastructuur. Hierdoor kunnen soorten zich van het ene naar het andere gebied verplaatsen. Zo kunnen soorten als ze in een natuurgebied zijn uitgestorven, opnieuw dat gebied koloniseren. Ook kunnen op die manier verschillende populaties erfelijke eigenschappen uitwisselen. Dit komt de levensvatbaarheid van de populaties ten goede. Dit idee van een dergelijk netwerk van natuurgebieden heeft in het beleid van de Nederlandse overheid vorm gekregen in de vorm van de ecologische hoofdstructuur.
Volgens de natuurontwikkelingsvisie is een nieuwe onderverdeling van het agrarisch cultuurlandschap gewenst. Een deel, met gunstige voorwaarden voor natuurontwikkeling, zou moeten worden onttrokken aan de landbouw en tot natuurontwikkelingsgebied omgevormd. Een ander deel zou hoogwaardig agrarisch gebied moeten worden, waar binnen milieuhygiënische en ecologische randvoorwaarden intensieve landbouw kan worden gepleegd. Hier kunnen grote kavels worden aangelegd, diep geploegd worden en aan diepte-ontwatering gedaan worden. Ten slotte zou een deel bestemd moeten worden voor multifunctionele extensieve landbouw. Hier zou plaats zijn voor bepaalde recreatieve aspecten en bepaalde vormen van natuurbehoud zoals weidevogelbescherming. Twee belangrijke woordvoerders van de natuurontwikkelingsvisie, Vera en Bearselman, hebben zich echter tegen een dergelijke verweving gekeerd, zeker als deze zou plaatsvinden volgens de opzet van de Relatienota, de rijksnota betreffende de relatie landbouw en natuur- en landschapsbehoud uit 1975.

## Kritiek op de natuurontwikkelingsvisie
Direct na de opkomst van de natuurontwikkelingsvisie kwam er vanuit verschillende disciplines kritiek op de oernatuurvisie. Fysisch-geografen merkten op dat met de ontwikkeling van "natuur" vaak juist ook het natuurlijke geomorfologisch landschap werd vernietigd, archeologen vreesden voor de verwoesting van het bodemarchief, en historisch-geografen en historisch-ecologen brachten naar voren dat de zogenaamde oernatuur die gepropageerd werd, in het verleden nooit had bestaan. Alhoewel men zei aandacht te hebben voor de natuur zoals die was voor de mens ten tonele verscheen, werden de resultaten van historisch-ecologisch onderzoek zelden bij de inrichtingsplannen betrokken en was de bewering volgens die discipline dus een farce. De mislukte fok van het heckrund was volgens hen bij uitstek een voorbeeld van het feit dat ook dit als een modern cultuurlandschap moest worden gezien, waarbij ideeën en waarden uit de late 20e eeuw bepalender voor het uiterlijk van het landschap waren dan de bekende, maar door natuurontwikkelaars genegeerde kenmerken van het natuur- of cultuurlandschap uit het verre verleden zoals dat door historisch-ecologisch onderzoek naar voren was gekomen.
Met de opkomst van de waardering van cultuurhistorisch erfgoed boette de natuurontwikkelingsvisie in de vroege 21e eeuw aan betekenis in, en werd een middenweg gezocht tussen beide visies. De organisatie van symposia onder de noemer Cultuurhistorie en natuurbeheer, onder meer door het Netwerk Historisch Cultuurlandschap, is hier een kenmerk van.